# Vitiněves
Vitiněves är en ort i Tjeckien. Den ligger i den centrala delen av landet, 80 km öster om huvudstaden Prag. Vitiněves ligger 266 meter över havet och antalet invånare är 296.
Terrängen runt Vitiněves är platt.Runt Vitiněves är det ganska glesbefolkat, med 50 invånare per kvadratkilometer. Närmaste större samhälle är Jičín, 5,2 km norr om Vitiněves. Trakten runt Vitiněves består till största delen av jordbruksmark.